# Božidar Grigorov
Božidar Grigorov, traslitterato anche come Bozhidar Grigorov (27 luglio 1945), è un ex calciatore bulgaro, di ruolo attaccante.

## Carriera
Fu nominato calciatore bulgaro dell'anno nel 1976.

## Palmarès

### Club

#### Competizioni nazionali
- Coppa di Bulgaria: 1

Slavia Sofia: 1975

#### Competizioni internazionali
- Coppa Piano Karl Rappan: 1

Slavia Sofia: 1977